# Dominik Witke-Jeżewski
Dominik Witke-Jeżewski (ur. 4 sierpnia 1862 w Skrwilnie, zm. 20 kwietnia 1944 w Jasieńcu) – polski ziemianin herbu własnego, kolekcjoner sztuki polskiej, mecenas artystów i instytucji służących kulturze, prezes domu aukcyjnego Dom Sztuki – Hôtel des Ventes w Warszawie.

## Życiorys
Ukończył gimnazjum w Dreźnie oraz Akademię Rolniczą w Dublanach. 
Swój majątek w Głębokiem koło Kruszwicy przeznaczył na fundację wspierającą rozwój sztuki w Wielkopolsce (1912). W 1912 roku przeniósł się do Warszawy, gdzie pogłębiał swoją pasję kolekcjonerską i mecenasowską. Zbierał głównie sztukę polską: grafikę, rysunek i malarstwo. Przyjaźnił się z artystami (m.in. Ignacym Łopieńskim, Zofią Stankiewicz, Marianem Wawrzenieckim), uczestniczył w jury konkursowych (II edycja konkursu im. Henryka Grohmana), z jego inicjatywy, we współpracy z Henrykiem Grohmanem, powstało warszawskie Towarzystwo Przyjaciół Sztuk Graficznych (1912-1918). Witke-Jeżewski był członkiem m.in. Towarzystwa Opieki nad Zabytkami Przeszłości i Rady Muzeum Narodowego w Warszawie. Znany był w środowisku antykwariuszy (wieloletni klient warszawskiego antykwariatu Hieronima Wildera), bibliofilów (takich jak Mieczysław Rulikowski) i kierowników placówek kultury (przyjaźnił się m.in. z Wawrzyńcem hr. Benzelstiern-Engeströmem i Edwardem Krasińskim). Swe bogate zbiory przekazał głównie do Muzeum Narodowego w Warszawie, Muzeum Wojska Polskiego i Biblioteki Uniwersyteckiej w Warszawie.
Muzeum Narodowe zawdzięcza kolekcjonerowi bogatą bibliotekę merytoryczną, zbiory ukazujące rozwój sztuki graficznej na terenach Rzeczypospolitej z podziałem na techniki graficzne i artystów, zbiory grafiki artystycznej z pierwszych dwóch dekad XX wieku, liczne polonica graficzne, kolekcję portretu królewskiego w grafice, matryce graficzne (głównie płyty J. P. Norblina i M. Płońskiego), kolekcję ekslibrisów, szkicowniki artystów polskich, akwarele i pastele oraz malarstwo. Zbiory te zostały przekazane przez kolekcjonera do Muzeum Narodowego w Warszawie w latach 1917-1939.

## Odznaczenia
- Krzyż Komandorski Orderu Odrodzenia Polski (1938)[1]

## Opracowania dotyczące kolekcjonera i jego zbiorów
- M. Federowski, Zbiory graficzne Dominika Witke-Jeżewskiego, Warszawa 1913
- Krajewski M., Nowy słownik biograficzny Ziemi Dobrzyńskiej, t. 1, Rypin 2014, s. 397.
- Pamiętnik wystawy starych rycin polskich ze zbioru Dominika Witke-Jeżewskiego, Warszawa 1914
- Portret królewski w grafice. Katalog wystawy Tow. Opieki nad Zabytkami Przeszłości. Urządzonej ze zbiorów Dominika Witke-Jeżewskiego, Kamienica Baryczków, Warszawa 1925
- E. Chwalewik, Zbiory polskie, archiwa biblioteki gabinety galerie muza i inne zbiory pamiątek przeszłości w ojczyźnie i na obczyźnie, t. II, Warszawa – Kraków 1927, s. 390-392
- B. Gadomska, Dominik Witke-Jeżewski – zapomniany kolekcjoner, niezwykła kolekcja. Przyczynek do dziejów kolekcjonerstwa w Polsce, "Kronika Zamkowa", nr 49-50, 2005, Warszawa 2005.
- P.P. Czyż, Dominik Witke-Jeżewski (1862-1944), w: Miłośnicy grafiki i ich kolekcje w Muzeum Narodowym w Warszawie, Warszawa 2006, s. 106-156
- Dominik Witke-Jeżewski – "Miłośnicy grafiki i ich kolekcje w zbiorach Muzeum Narodowego w Warszawie", strona internetowa:
- P.P. Czyż, Dominik Witke-Jeżewski. Kolekcjoner, mecenas, społecznik, "Spotkania z Zabytkami" nr 3, Warszawa 2007, s. 31-34. Wersja elektroniczna pdf.